# Foramen caecum ossis frontalis

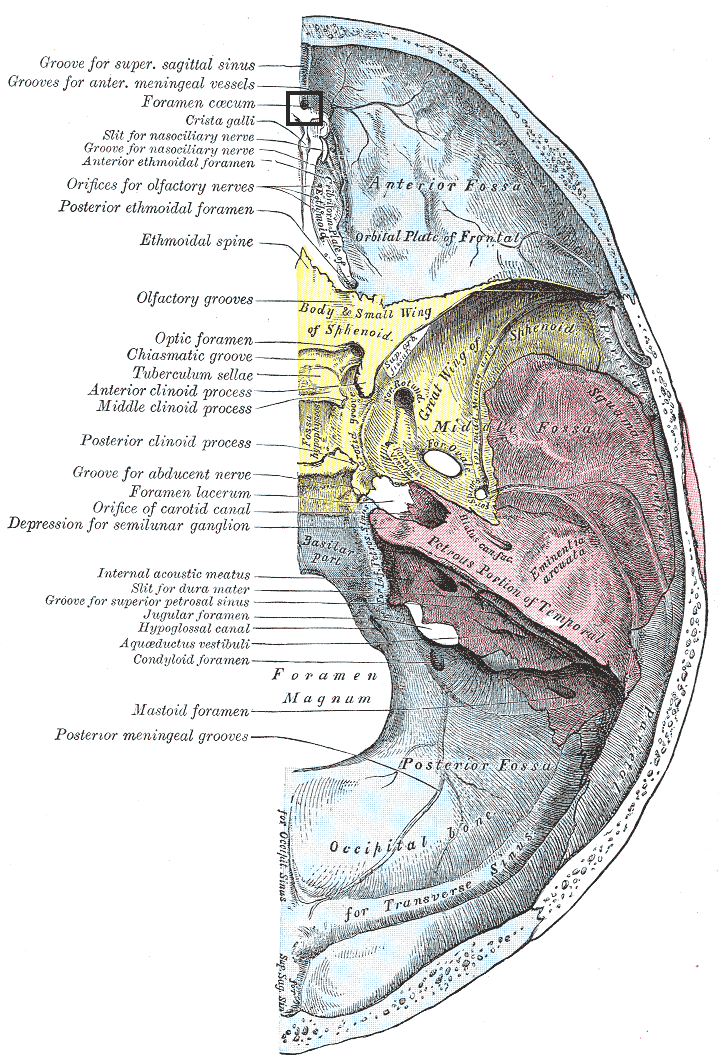
A koponya (cranium) alsó része felülről (felül az apró fekete négyzet jelöli a lyukat)

A homlokcsont (os frontale) crista frontalis nevű része egy bevágás alatt végződik, ami egy lyukba tér át és ez a foramen caecum ossis frontalis. Kapcsolatban áll a rostacsonttal (os ethmoidale).
A lyuk alakja és mérete nagyon különböző lehet és sokszor érzékelhetetlen. A nyílásánál egy vénát közvetít az orrból (nasus) a sinus sagittalis superiorba. Ennek klinikailag nagy jelentősége van, mert az orr és a környező területek fertőzése átterjedhet az agyhártyára és az agyra (cerebrum), és kialakul az arc veszélyháromszöge.